# Paragus apicalis
Paragus apicalis är en tvåvingeart som beskrevs av Kassebeer 1998. Paragus apicalis ingår i släktet stäppblomflugor, och familjen blomflugor. Inga underarter finns listade i Catalogue of Life.